# NGC 46
NGC 46は、うお座の方角に太陽系からおよそ1,500光年離れた場所にある恒星である。

## 特徴
| 太陽 | NGC 46    |
| ---- | --------- |
| 太陽 | Exoplanet |

1852年10月22日に、アイルランドの天文学者エドワード・クーパーによって発見された。ニュージェネラルカタログでは、「星雲」と記録された。但し、元になったジェネラルカタログで、ジョン・ハーシェルが参照したアルトゥル・アウヴェルスのカタログでは、星雲状の恒星と記されている。